# Bjurälven
Bjurälven est une rivière suédoise située dans la province du Jämtland. Elle est en partie souterraine. Ses alentours sont connus pour leurs nombreuses cavernes, notamment la Korallgrottan. Une réserve naturelle classée Natura 2000 porte son nom.